# 세실리 스트롱
세실리 스트롱(Cecily Strong, 1984년 2월 8일 ~ )은 미국의 배우, 코미디언이다. 2012년부터 《새터데이 나이트 라이브》의 크루로 활동하고 있다.

## 출연 작품

### 애니메이션 영화
- 2024년 가필드 더 무비 - 마지 역